# Furacão Michelle
O furacão Michelle foi o quinto ciclone tropical mais caro da história cubana e o mais forte da temporada de furacões no oceano Atlântico de 2001. A décima terceira tempestade nomeada e o sétimo furacão naquele ano, Michelle se desenvolveu a partir de uma onda tropical que atravessou o oeste do Mar do Caribe em 29 de outubro; a onda havia se deslocado inicialmente da costa da África 13 dias anteriores. Em seus estágios iniciais de desenvolvimento, a depressão serpenteava sobre a Nicarágua, mais tarde paralela à Costa do Mosquito antes de se intensificar em intensidade de tempestade tropical em 1 de novembro; Michelle foi atualizada para a força do furacão no dia seguinte. Pouco depois, seguiu-se uma rápida intensificação em condições favoráveis, com a pressão barométrica central da tempestade caindo 51 mbar (hPa; 1,51 inHg) em 29 horas. Após uma ligeira flutuação de força, Michelle atingiu seu pico de intensidade como categoria 4 furacão com ventos de 140 km/h (225 km/h) e uma pressão mínima de 933 mbar (hPa; 27,55 inHg). [nb 1] Isso empatou Michelle com Lenny de 1999 como o quarto furacão de novembro mais poderoso já registrado na Bacia do Atlântico, atrás apenas do furacão de Cuba de 1932 e dos furacões Iota e Eta de 2020. Mais ou menos na mesma época, o furacão começou a acelerar para nordeste; isso trouxe o intenso furacão a um desembarque cubano na Baía dos Porcos mais tarde naquele dia. Atravessando a ilha, Michelle foi enfraquecida significativamente, e era apenas um furacão de categoria na reentrada no Oceano Atlântico. O furacão mais tarde fez a transição para um ciclone extratropical sobre as Bahamas em 5 de novembro, antes de ser absorvido por uma frente fria no dia seguinte.
O furacão Michelle causou devastação generalizada em todo o Caribe ocidental durante sua jornada de oito dias. Como uma onda tropical, chuvas torrenciais ocorreram em toda a Jamaica, causando deslizamentos de terra e matando duas pessoas. Danos no país insular foi estimado em $ 18 milhão. [nb 2] Quando a tempestade atingiu áreas da América Central no início de sua existência, fortes chuvas isolaram vários vilarejos e danificaram a infraestrutura, afetando áreas afetadas pelo furacão Mitch cerca de três anos antes. Em Honduras e Nicarágua, 14 pessoas foram mortas, com um adicional de 62 pessoas desaparecidas. Nas Ilhas Cayman, as áreas foram afetadas por fortes tempestades e inundações, particularmente em Grand Cayman, onde os danos totalizaram US$ 28. milhão.
A maioria dos danos causados por Michelle ocorreu em Cuba, onde a tempestade foi o ciclone tropical mais forte a atingir a ilha em mais de 49 anos. Forte tempestade e chuvas fortes interromperam as redes de comunicação em todo o país. Ventos fortes e chuva também destruíram prédios e prejudicaram a safra de cana-de-açúcar. Na época, Michelle foi o furacão mais caro da história cubana, com uma estimativa de US $ 2. bilhões em danos; esse número foi muito superado pelo furacão Ike quase sete anos depois. Como um sistema enfraquecido, Michelle passou pela Flórida e pelas Bahamas. Ondas fortes causaram erosão severa na praia e os ventos danificaram propriedades. Ao longo de toda a faixa de Michelle, 22 pessoas foram mortas, e os danos foram estimados em $ 2,43 bilhões (US$ 2001; US$ 3.72 bilhão 2022 USD). Após a temporada, o nome Michelle foi aposentado e substituído por Melissa para a temporada de furacões no oceano Atlântico de 2007.

## História meteorológica
Em 16 de outubro de 2001, uma onda tropical moveu-se para o oeste ao largo da costa da África e se moveu para o Oceano Atlântico. Na época, a onda produziu atividade convectiva e tempestade mínima. Em 23 de outubro, a perturbação cruzou as Pequenas Antilhas antes de se mover para o Mar do Caribe, mostrando sinais mínimos de desenvolvimento tropical. Três dias depois, a onda se moveu para o oeste do Caribe, gerando uma ampla área de baixa pressão na costa da Nicarágua. Em 1800 UTC em 29 de outubro, um voo de reconhecimento confirmou o desenvolvimento de uma depressão tropical 40 mi (60 km) sul-sudoeste de Puerto Cabezas, Nicarágua. Na época, a convecção foi deslocada principalmente para o norte do centro de circulação, e a tempestade estava situada em um padrão de direção fraco; como tal, as previsões iniciais previam que a depressão, designada como Depressão Tropical Quinze, se moveria lentamente para o norte. Mais tarde naquele dia, uma explosão de convecção ocorreu sobre o centro de circulação da depressão, indicando um aumento na organização. A perturbação serpenteou sobre o leste da Nicarágua por 36 horas antes de emergir no Mar do Caribe perto de Cabo Gracias a Dios em 2100 UTC em 31 de outubro. Ao emergir no Mar do Caribe, a depressão se organizou rapidamente, e o Centro Nacional de Furacões (NHC) atualizou a depressão para a força da tempestade tropical em 0000 UTC do dia seguinte, com base em informações de um voo de reconhecimento anterior. Como tal, a tempestade tropical foi designada com o nome de Michelle. 
Fortalecimento gradual ocorreu ao longo de 1 de novembro, quando os topos das nuvens de Michelle começaram a esfriar à medida que se moviam para o norte, significando fortalecimento. Na época, o NHC previu que havia cerca de 12 porcentagem de chance de a tempestade tropical se intensificar rapidamente ; a essa altura, a tempestade havia atendido a três dos cinco critérios da organização para intensificação rápida. Durante o dia, ocorreram flutuações na atividade convectiva e houve alguns sinais de cisalhamento do vento afetando o ciclone, mas houve uma tendência geral de fortalecimento. Dois dropsons implantados no sistema no início de 2 de novembro observaram ventos com força de furacão dentro de Michelle; com base nesses dados, o NHC atualizou Michelle para a intensidade do furacão em 1200 UTC naquele dia,  enquanto a tempestade estava situada a 290 mi (460 km) sul-sudeste da Península de Guanahacabibes.
Um período de rápida intensificação começou logo depois, quando a apresentação do satélite de Michelle melhorou, com a pressão barométrica mínima do ciclone caindo 51 mbar (hPa; 1,51 inHg) em 29 horas. Em 0000 UTC em 3 de novembro, o furacão atingiu a categoria 2 intensidade do furacão. Mais ou menos na mesma época, o olho do furacão tornou-se mais aparente nas imagens de satélite. Por 1200 UTC mais tarde naquele dia, Michelle havia intensificado para uma categoria 4 furacão.  Seis horas depois, o furacão enfraqueceu para a categoria 3 intensidade, mas atingiu sua pressão barométrica mínima de 934 mbar (hPa; 27,58 inHg). Depois, a pressão central de Michelle começou a aumentar; apesar da tendência, seus ventos máximos sustentados também se fortaleceram à medida que se curvava para nordeste.  Apesar de ter sua organização convectiva interrompida e seu olho não mais aparente em 4 de novembro, Michelle atingiu ventos de 140 km/h (220 km/h) por 0600 UTC naquele dia; estes seriam os maiores ventos sustentados estimados para o sistema ao longo de sua existência. 
Em 1800 UTC em 4 de novembro, Michelle desembarcou em Cayo Largo del Sur como uma furacão categoria 4 com ventos de 140 km/h (220 km/h); isto foi seguido pouco depois com um landfall na Baía dos Porcos cinco horas depois como uma tempestade ligeiramente mais fraca. Quando Michelle atingiu o continente cubano, foi o furacão mais forte da história cubana desde o furacão Fox em 1952. Na época, a pressão barométrica mínima do furacão era de 950 mbar (hPa; 28,06 inHg). Sobre Cuba, o centro de circulação de Michelle foi significativamente interrompido e, como resultado, o furacão diminuiu de intensidade; no momento em que emergiu no Oceano Atlântico em 5 de novembro, os ventos foram estimados apenas em 90 km/h (150 km/h).  O cisalhamento do vento sudoeste inibiu ainda mais qualquer desenvolvimento tropical adicional e, como tal, Michelle começou a fazer a transição para um ciclone extratropical. Naquele dia, o furacão enfraquecido atingiu a ilha de Andros e a ilha de Eleuthera antes de se tornar totalmente extratropical em 0000 UTC em 6 de novembro, mantendo ventos com força de furacão. O sistema extratropical persistiu por aproximadamente 18 mais horas antes de ser absorvido por uma frente fria que se aproximava.

## Preparações

### Cuba

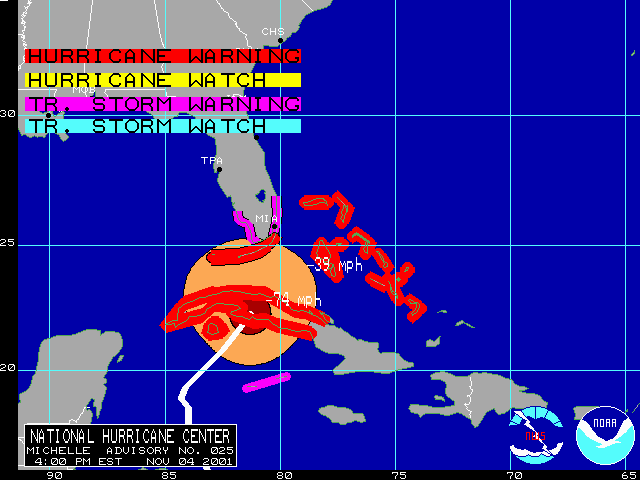
Avisos e alertas associados ao furacão Michelle ao atingir Cuba em 4 de novembro

À medida que o furacão Michelle se aproximava da costa cubana, o governo de Cuba emitiu um alerta de furacão para as províncias cubanas ocidentais de Pinar del Río, La Habana, Matanzas e Isla de la Juventud às 21:00 UTC em 1 de novembro. No dia seguinte, o mesmo alerta de furacão foi estendido para o leste para incluir todas as províncias de Pinar del Río a Ciego de Ávila ; todos os alertas de furacão em Cuba foram atualizados para avisos de furacão às 1100 UTC em 3 de novembro. Todos os avisos em Cuba foram interrompidos quando Michelle começou a acelerar para o mar às 1200 UTC em 5 de novembro.
Antes de chegar à costa, esperava-se que Michelle fosse o ciclone tropical cubano mais forte em pelo menos 75 anos. A Cruz Vermelha Cubana enviou 24.500 voluntários em Cuba para ajudar as equipes de defesa civil nos procedimentos de evacuação de populações potencialmente afetadas. Até 4 de novembro, estimado em 590.000 pessoas foram evacuadas em todo o país, incluindo 80 por cento da população da província de Pinar del Río. Em Havana, as autoridades evacuaram 150.000 pessoas. As estâncias turísticas costeiras foram desmatadas e 35.500 os estudantes foram evacuados dos campos hospedados na Península de Zapata. Nas ilhas do sudoeste de Cuba, incluindo Cayo Largo e Isla de la Juventud, 500 turistas foram evacuados. Toda a população de Surgidero de Batabanó foi evacuada. Além das evacuações, o governo enviou alimentos, água e suprimentos de remédios para áreas ao sul da capital. Todos os voos domésticos e internacionais de e para o país foram cancelados.

### Em outro lugar
Às 1700 UTC em 1 de novembro, um alerta de tempestade tropical foi emitido para a Ilha Grand Cayman. Três horas antes, o Centro Nacional de Furacões emitiu um alerta de tempestade tropical em conjunto com um alerta de furacão para áreas de Florida Keys, de Ocean Reef, Flórida, até Dry Tortugas. Às 0300 UTC em novembro Em 4 de novembro, um alerta de furacão foi emitido para áreas do noroeste e centro das Bahamas. Ao mesmo tempo, um novo alerta de tempestade tropical foi emitido para a costa leste da Flórida entre Jupiter Inlet e Ocean Reef, e para a costa oeste do estado ao sul de Bonita Beach. Às 0600 UTC, o alerta de tempestade tropical para Grand Cayman foi atualizado e estendido para incluir a totalidade das Ilhas Cayman. Seis horas depois, o alerta de furacão para Florida Keys foi atualizado para o status de alerta. No início do dia seguinte, um alerta de furacão foi emitido para as Bermudas depois que Michelle fez seu último desembarque cubano. Enquanto isso, o alerta de tempestade tropical emitido para as Ilhas Cayman foi descontinuado. À medida que Michelle acelerava para longe das massas de terra, os avisos e vigilâncias foram interrompidos. Todos os alertas de ciclones tropicais nos Estados Unidos foram descontinuados em 2100 UTC naquele dia. Ao mesmo tempo, no entanto, o alerta de furacão para Bermudas foi alterado para um alerta de tempestade tropical; este aviso foi mantido por um dia antes de ser descontinuado, logo após todos os avisos nas Bahamas também terem sido descontinuados.

## Impacto
| Region                                                        | Total deaths | Missing | Damage (USD)    | Source |
| ------------------------------------------------------------- | ------------ | ------- | --------------- | ------ |
| Bahamas                                                       | 0            | 0       | $300 000 000    |        |
| Ilhas Cayman                                                  | 0            | 0       | $28 000 000     |        |
| Costa Rica                                                    | 0            | 0       | $1 000 000      |        |
| Cuba                                                          | 5            | 0       | $2 000 000 000  | [ 20 ] |
| Florida                                                       | 0            | 0       | $66 000         |        |
| Haiti                                                         | 1            | 0       | $20 000         |        |
| Honduras                                                      | 21           | 50      | $5 000 000      |        |
| Jamaica                                                       | 5            | 0       | $18 000 000     |        |
| Nicaragua                                                     | 16           | 12      | $1 000 000      |        |
| Totals:                                                       | 48           | 62      | ~$2 433 086 000 |        |
| Por causa de fontes diferentes os totais podem não coincidir. |              |         |                 |        |

O furacão Michelle trouxe chuvas torrenciais ao longo de seu caminho pelo oeste do Mar do Caribe, matando 22 pessoas e causando grandes danos na América Central e em Cuba.

### Jamaica
À medida que a onda tropical precursora de Michelle derivou pelo oeste do Mar do Caribe, produziu chuvas torrenciais na ilha da Jamaica, causando inundações generalizadas. Várias residências em Annotto Bay e Port Maria foram inundadas. Assim, 163 evacuados procuraram abrigo em locais em Annotto Bay. Em Portland, foi aberto um abrigo para populações afetadas; na mesma paróquia, seis casas foram arrancadas de suas fundações. Nas paróquias de Santa Catarina, Santo André e Santa Ana, várias estradas foram bloqueadas por escombros. A Agência Nacional de Obras da Jamaica (NWA) trabalhou para limpar os detritos da estrada. As estradas bloqueadas isolaram sete aldeias jamaicanas por um longo período de tempo.
Após a ciclogênese tropical, Michelle passou para o noroeste da Jamaica, produzindo chuvas adicionais. Em um período de 48 horas a partir de 29 de outubro, um local medido 1,058 mm (41.65 in), denotando uma taxa média de precipitação de 22 mm (0.86 in) por hora. Muitos outros locais relataram altos totais de chuva durante um período de dez dias ao longo da passagem de Michelle perto da Jamaica. Perto de Spur Tree Hill, um derramamento de óleo resultou das inundações. Estradas que foram previamente limpas de detritos alguns dias antes foram cobertas novamente pela chuva adicional. As chuvas também interromperam as comunicações e a rede elétrica do país, deixando 6.000 casas sem energia nas regiões afetadas. As quedas de energia generalizadas em conjunto com as inundações invasivas também causaram a cessação de 31 plantas aquáticas geridas pela Comissão Nacional da Água. Ao todo, 30 casas foram destruídas por inundações causadas por Michelle quando passou para o noroeste. Danos extensos foram relatados para pequenos animais, bananas, bananas, vegetais e café. Safras de café foram severamente afetadas nas paróquias de Portland e Saint Andrew, com perdas calculadas em J$ 102,6 milhões (US$ 2,2 milhão). Aproximadamente 400 ac (200 ha) de plantações de banana foram danificadas em quatro freguesias, no valor de J$18,2 milhões (US$ 400.000) em danos. A cultura da banana, cultivada principalmente para uso doméstico, sofreu danos extensos no valor de J$22 milhões (US$ 480.000). As perdas sofridas ao gado foram estimadas em J$30,8 milhões (US$ 670.000).
No geral, as inundações causaram danos generalizados em toda a Jamaica. As bacias hidrográficas dos rios Espanhol e Swift foram as áreas mais afetadas. Perto da costa, os rios começaram a transbordar devido ao excesso de água das enchentes, erodindo estradas de praia e três grandes rodovias. Na paróquia de Portland, as chuvas causaram vários deslizamentos de terra. Só na comunidade de Bybrook, estima-se que cerca de 7.000.000 pés 3 (200.000 m 3 ) de material foi depositado na aldeia. Uma avaliação dos danos concluiu que 500 casas foram destruídas além do reparo, enquanto um adicional de 561 casas foram danificadas pelo menos pelas inundações e chuvas fortes. Enquanto uma escola foi danificada apenas pelas inundações, outras seis escolas foram danificadas devido ao uso como abrigos. Danos na Jamaica devido a Michelle totalizaram US $ 18 milhões, dos quais $ 11,8 milhões foi devido a perdas de colheitas e pecuária. Danos apenas nas pontes totalizaram J$ 143,7 milhões (US$ 3,1 milhão). Cinco mortes também foram confirmadas, e 340 pessoas foram deslocadas de suas casas.

### América Central

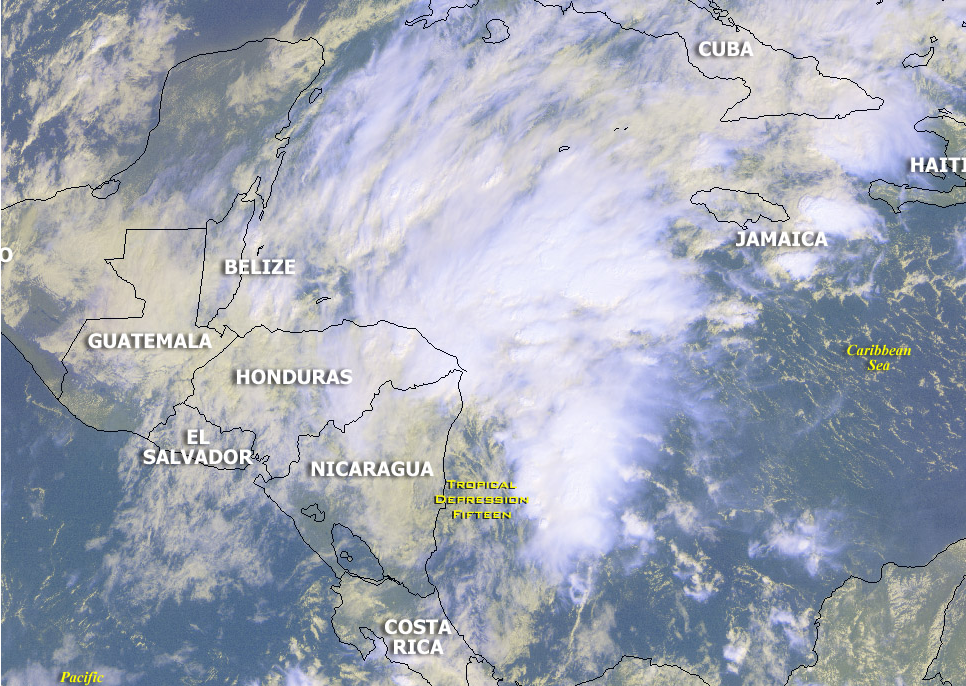
Depressão Tropical Quinze afetando a América Central em 30 de outubro

Em seus estágios iniciais de desenvolvimento como uma depressão tropical, Michelle derivou sobre áreas da América Central por cerca de 36 anos. horas, derrubando chuvas torrenciais e causando inundações generalizadas em áreas afetadas pelo furacão Mitch quase exatamente três anos antes. A região mais atingida foi o departamento de Gracias a Dios, no nordeste de Honduras, onde a certa altura 100 aldeias foram isoladas pelas inundações. As chuvas torrenciais causaram o deslocamento de pelo menos 100.000 pessoas de suas residências. Em toda a América Central, mais de 27.300 pessoas foram evacuadas de áreas inundadas.
Em Honduras, as inundações danificaram 245 residências, resultando no deslocamento de 4.393 pessoas em todo o país. Seis pontes sofreram danos pelo menos parciais, dos quais três foram destruídos. Como resultado dos danos, o governo de Honduras declarou estado de emergência para cinco departamentos – Colón, Atlántida, Yoro, Cortés e Santa Bárbara. As inundações causadas por Michelle foram agravadas ainda mais por uma frente fria que se abateu sobre a região, causando chuvas adicionais. Dos departamentos afetados, Yoro foi o mais afetado, sem fornecimento de água potável e eletricidade após a inundação. Perto de Yoro, uma ponte que cruzava o rio Cuyamapa desabou devido às águas da enchente. Apesar das fortes chuvas, as áreas de Honduras que sofrem com uma seca prolongada não receberam chuvas benéficas. No geral, as inundações em Honduras mataram 21 pessoas e causou $ 5 milhões em danos. Trinta e cinco dos sistemas de água do país foram destruídos. As chuvas também causaram a perda de 70 por cento das lavouras de feijão.
Embora o precursor de Michelle tenha permanecido estacionário principalmente sobre a Nicarágua, os danos não foram tão significativos quanto em Honduras devido ao deslocamento da convecção da tempestade para o norte. No entanto, as inundações ainda isolaram aldeias e outras comunidades nos distritos nicaraguenses de Bonaza, Rosita, Siuna, Puerto Cabezas, Waspam e, em menor grau, Prinzapolka. Nessas áreas, estradas e pontes foram danificadas e, em alguns casos, destruídas. As fortes chuvas também prejudicaram as lavouras. Devido às chuvas, cerca de 6.000 pessoas evacuadas de suas casas. A cidade portuária de Puerto Cabezas foi parcialmente inundada. Como resultado de Michelle, um total de 16 as mortes foram confirmadas e os danos no país foram estimados em US $ 1 milhão. Na Costa Rica, Michelle causou chuvas anormalmente altas, resultando em inundações. No geral, os danos na Costa Rica totalizaram US$ 1 milhões, embora nenhuma morte tenha sido relatada.

### Ilhas Cayman
No início de novembro, o furacão Michelle trouxe fortes ondas, tempestades e inundações para as Ilhas Cayman. Das ilhas do arquipélago, Grand Cayman sofreu os piores efeitos de Michelle, principalmente ao longo da costa oeste da ilha. A precipitação atingiu um pico de 6,52 emnbsp;in (166 mm) em Grand Cayman; a mesma estação registrou um pico de rajada de vento de 44 km/h (70 km/h). As chuvas causaram inundações localizadas nas porções oeste e sul da ilha. Outra estação meteorológica em Cayman Brac observou um pico de rajada de vento de 40 km/h (65 km/h). No geral, os danos das Ilhas Cayman totalizaram US $ 60 milhão.

### Cuba
| Rank | Furacão  | Temporada | Danos           | Refs   |
| ---- | -------- | --------- | --------------- | ------ |
| 1    | Irma     | 2017      | $13 185 000 000 | [ 38 ] |
| 2    | Ike      | 2008      | $7 300 000 000  | [ 39 ] |
| 3    | Matthew  | 2016      | $2 580 000 000  | [ 40 ] |
| 4    | Gustav   | 2008      | $2 100 000 000  | [ 39 ] |
| 5    | Michelle | 2001      | $2 000 000 000  | [ 20 ] |
| 5    | Sandy    | 2012      | $2 000 000 000  | [ 41 ] |
| 7    | Dennis   | 2005      | $1 500 000 000  | [ 42 ] |
| 8    | Ivan     | 2004      | $1 200 000 000  | [ 43 ] |
| 9    | Charley  | 2004      | $923 000 000    | [ 43 ] |
| 10   | Wilma    | 2005      | $700 000 000    | [ 44 ] |

Em Cuba, cerca de 750.000 pessoas e 741.000 animais foram evacuados antes da chegada do furacão. O furacão Michelle atravessou rapidamente a ilha como furacão categoria 4, o mais forte desde o furacão Fox de 1952. Ao sul de Cuba, Cayo Largo del Sur recebeu um 9-10 tempestade a pé, inundando toda a ilha com água. Mais perto de Cuba, a Ilha da Juventude experimentou 300 mm (11.83 in) de chuva com 15 ft (4.6 m) ondas, causando grandes cortes de energia e inundações.
Na costa oeste e sul de Cuba, Michelle produziu 4-5 ondas de pé, juntamente com uma forte maré de tempestade. Precipitação chega a 754 mm/29,69 polegadas foram registradas em toda a ilha.  Além disso, 300 mm/11,83 polegadas foi relatado em Punta del Este. As províncias de Matanzas, Villa Clara e Cienfuegos foram as mais atingidas, onde 10.000 casas foram destruídas e outras 100.000 danificadas. Danos graves também foram relatados na cana-de-açúcar e na cidade turística de Varadero. Em Havana, ventos e chuva destruíram 23 edifícios, com muitos outros danificados. Devido a avisos e evacuações bem executados, apenas 5 pessoas foram mortas em Cuba. A furacão categoria 4 causou US$ 1,8 bilhões em danos.
| Ciclones tropicais mais severos — nas Bahamas Recordes obtidos | Ciclones tropicais mais severos — nas Bahamas Recordes obtidos | Ciclones tropicais mais severos — nas Bahamas Recordes obtidos | Ciclones tropicais mais severos — nas Bahamas Recordes obtidos | Ciclones tropicais mais severos — nas Bahamas Recordes obtidos | Ciclones tropicais mais severos — nas Bahamas Recordes obtidos |
| Precipitação                                                   | Precipitação                                                   | Precipitação                                                   | Tempestade                                                     | Local                                                          | Ref                                                            |
| Ranking                                                        | mm                                                             | in                                                             | Tempestade                                                     | Local                                                          | Ref                                                            |
| -------------------------------------------------------------- | -------------------------------------------------------------- | -------------------------------------------------------------- | -------------------------------------------------------------- | -------------------------------------------------------------- | -------------------------------------------------------------- |
| 1                                                              | 747.5                                                          | 29.43                                                          | Noel 2007                                                      | Long Island                                                    | [ 47 ]                                                         |
| 2                                                              | 580.1                                                          | 22.84                                                          | Dorian 2019                                                    | Hope Town                                                      | [ 48 ]                                                         |
| 3                                                              | 500.3                                                          | 19.70                                                          | Matthew 2016                                                   | Matthew Town, Inagua                                           | [ 49 ]                                                         |
| 4                                                              | 436.6                                                          | 17.19                                                          | Flora 1963                                                     | Duncan Town                                                    | [ 50 ]                                                         |
| 5                                                              | 390.1                                                          | 15.36                                                          | Inez 1966                                                      | Nassau Airport                                                 | [ 50 ]                                                         |
| 6                                                              | 337.1                                                          | 13.27                                                          | Fox 1952                                                       | New Providence                                                 | [ 50 ]                                                         |
| 7                                                              | 321.1                                                          | 12.64                                                          | Michelle 2001                                                  | Nassau                                                         | [ 51 ]                                                         |
| 8                                                              | 309.4                                                          | 12.18                                                          | Erin 1995                                                      | Church Grove                                                   | [ 52 ]                                                         |
| 9                                                              | 260.0                                                          | 9.88                                                           | Fay 2008                                                       | Freeport                                                       | [ 53 ]                                                         |
| 10                                                             | 236.7                                                          | 9.32                                                           | Floyd 1999                                                     | Little Harbor Abacos                                           | [ 54 ]                                                         |

Os Estados Unidos ofereceram ajuda à ilha, um ato que havia feito no passado, apesar de um embargo político. O presidente Fidel Castro recusou, acreditando que seu país sobreviveria com recursos suficientes para o processo de reconstrução.

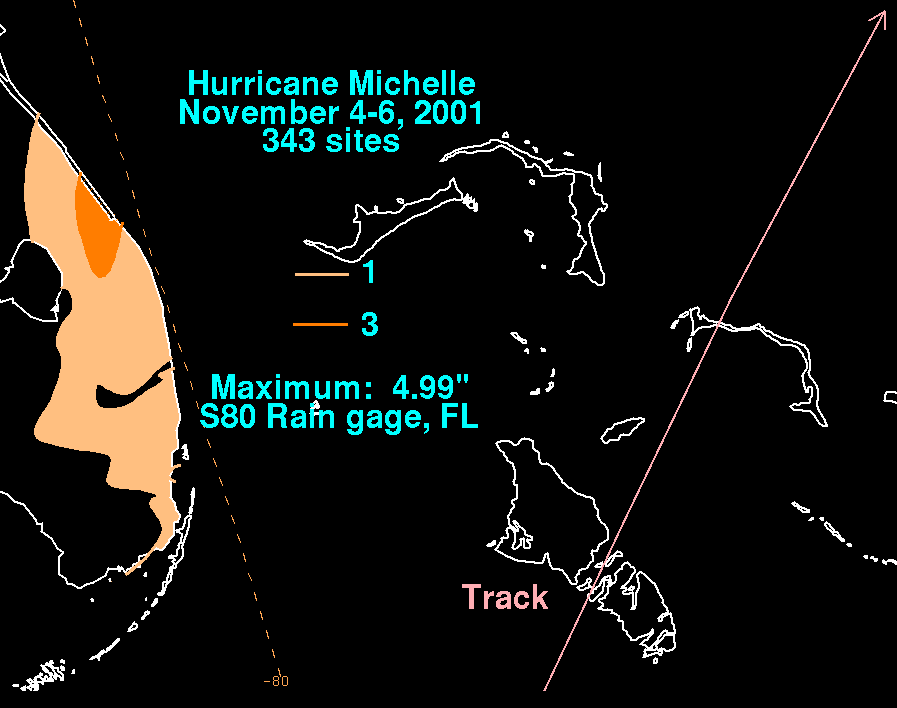
Totais de chuva do furacão Michelle na Flórida

### Flórida
A erosão severa da praia devido ao aumento das ondas ao longo de vários dias ocorreu de Hollywood Beach a Hallandale Beach. Na maré alta em 4 de novembro, a água atingiu o paredão, danificando-o e estruturas próximas, deixando US$ 20.000 em danos. O custo para restaurar as praias foi estimado em US $ 10 milhão. Os ventos mais altos em relação à tempestade foram registrados em Sombrero Key ; ventos sustentados atingiram 49 km/h (79 km/h) e as rajadas chegaram a 60 km/h (95 km/h). Uma maré de tempestade de 1 to 2 ft (0.30 to 0.61 m) foi registrado ao longo da costa sudeste da Flórida. Danos do furacão totalizaram US $ 50.000.
Dois tornados atingiram o estado dentro das faixas externas do furacão. O primeiro formou-se como uma tromba d'água e deslocou-se para a costa perto de Bill Baggs Beach e destruiu duas cabanas Chikee, custando US $ 6.000, garantindo intensidade F0, antes de se dissipar. O segundo e mais forte dos dois tornados, classificado como F1, rastreado por 3.2 km (2 mi) no Condado de Palm Beach. Janelas foram arrancadas de veículos e prédios, árvores e placas foram derrubadas e uma pequena área de cana-de-açúcar foi arrasada pelo tornado. Danos do tornado totalizaram US $ 10.000. Uma aeronave caçadora de furacões NOAA WP-3D Orion foi danificada durante uma missão na tempestade.

### Bahamas
Como o furacão Michelle estava enfraquecido e se movendo rapidamente pelas Bahamas, nenhuma morte ou ferimento foi relatado. O furacão ainda manteve um pouco de sua força e causou 321 mm (12.64 in) de chuva em Nassau, enquanto New Providence recebeu uma tempestade de 5–8 pés. Inundações foram relatadas em todo o arquipélago e ventos fortes derrubaram várias árvores, resultando em 200.000 cortes de energia. Algumas casas sofreram danos no telhado e o telhado de um shopping center em Nassau foi explodido em uma funerária próxima. A torre de rádio da estação MAIS FM foi quebrada ao meio por ventos fortes, resultando em uma grave interrupção das transmissões de rádio.

## Consequências
Navios carregando toneladas de pernas de frango congeladas e milho chegaram ao porto de Havana em 16 de dezembro, para ajudar na recuperação de Cuba do furacão Michelle. As remessas fazem parte de um pagamento único de $ 30 milhões de compras de alimentos dos EUA pelo governo cubano para ajudar na atual escassez de alimentos do país.
O governo cubano recusou uma oferta inicial de assistência humanitária dos EUA, mas aceitou uma proposta de compra dos bens. Embora os Estados Unidos mantenham um embargo econômico a Cuba por décadas, a lei americana permite o envio de alimentos e remédios para a ilha controlada pelos comunistas. Mas até agora o governo cubano se recusou a comprar comida americana por causa das restrições, incluindo a proibição do financiamento direto dos EUA à venda de alimentos.
Outra ajuda da comunidade internacional está ajudando Cuba a sobreviver às consequências de Michelle. Cuba recebeu US$ 600.000 em ajuda do líder chinês Li Peng, que estava visitando quando o furacão atingiu. A Venezuela também enviou ajuda humanitária.

### Aposentadoria
Por causa de seus efeitos, o nome Michelle foi aposentado na primavera de 2002 e nunca mais será usado para um furacão no Atlântico. O nome foi substituído por Melissa na temporada de 2007.